# Paracrenhydrosoma karlingi
Paracrenhydrosoma karlingi is een eenoogkreeftjessoort uit de familie van de Cletodidae. De wetenschappelijke naam van de soort is voor het eerst geldig gepubliceerd in 1965 door Lang.